# ロバート・ロペス
ロバート・ロペス（Robert Lopez、1975年2月23日 - ）は、アメリカ合衆国の作曲家。フィリピン系アメリカ人。ニューヨーク・マンハッタン生まれ。ミュージカル『アベニューQ』、『ブック・オブ・モルモン』、映画『アナと雪の女王』などの作曲で知られる。
2004年に『アベニューQ』でトニー賞、2008年と2010年に『The Wonder Pets』でエミー賞、2012年に『ブック・オブ・モルモン』でグラミー賞、2014年に「レット・イット・ゴー」（『アナと雪の女王』の主題歌）でアカデミー歌曲賞を受賞した。エミー賞・グラミー賞・アカデミー賞・トニー賞の4つの賞を受賞した12人目の人物であり、10年の期間で受賞したのは最短記録である。
2014年、アメリカの雑誌『タイム』が毎年発表している世界で最も影響力のある100人のリスト「タイム100」の一人に妻クリステン・アンダーソン＝ロペスと共に選ばれた。

## 主な作品

### 舞台
- アベニューQ Avenue Q (2003年初演) 2004年トニー賞受賞
- ブック・オブ・モルモン The Book of Mormon (2011年初演) 2011年トニー賞受賞、2012年グラミー賞受賞
- アナと雪の女王 (ミュージカル) Frozen (musical) (2018 ブロードウェイ)

### テレビシリーズ
- Scrubs〜恋のお騒がせ病棟 Scrubs 2007年エミー賞ノミネート
- Wonder Pets (2006-2009) 2010年エミー賞受賞

### 映画
- くまのプーさん Winnie the Pooh (2011)
- アナと雪の女王 Frozen (2013) 第86回アカデミー賞歌曲賞受賞
- リメンバー・ミー Coco (2017) 第90回アカデミー賞歌曲賞受賞
- アナと雪の女王2 Frozen 2 (2019)